# District de Commercy
Le district de Commercy est une ancienne division territoriale française du département de la Meuse de 1790 à 1795.
Il était composé des cantons de Commercy, Dagonville, Reffroy, Saint Aubin, Sorcy, Vignot et Void.